# Gary Roughead

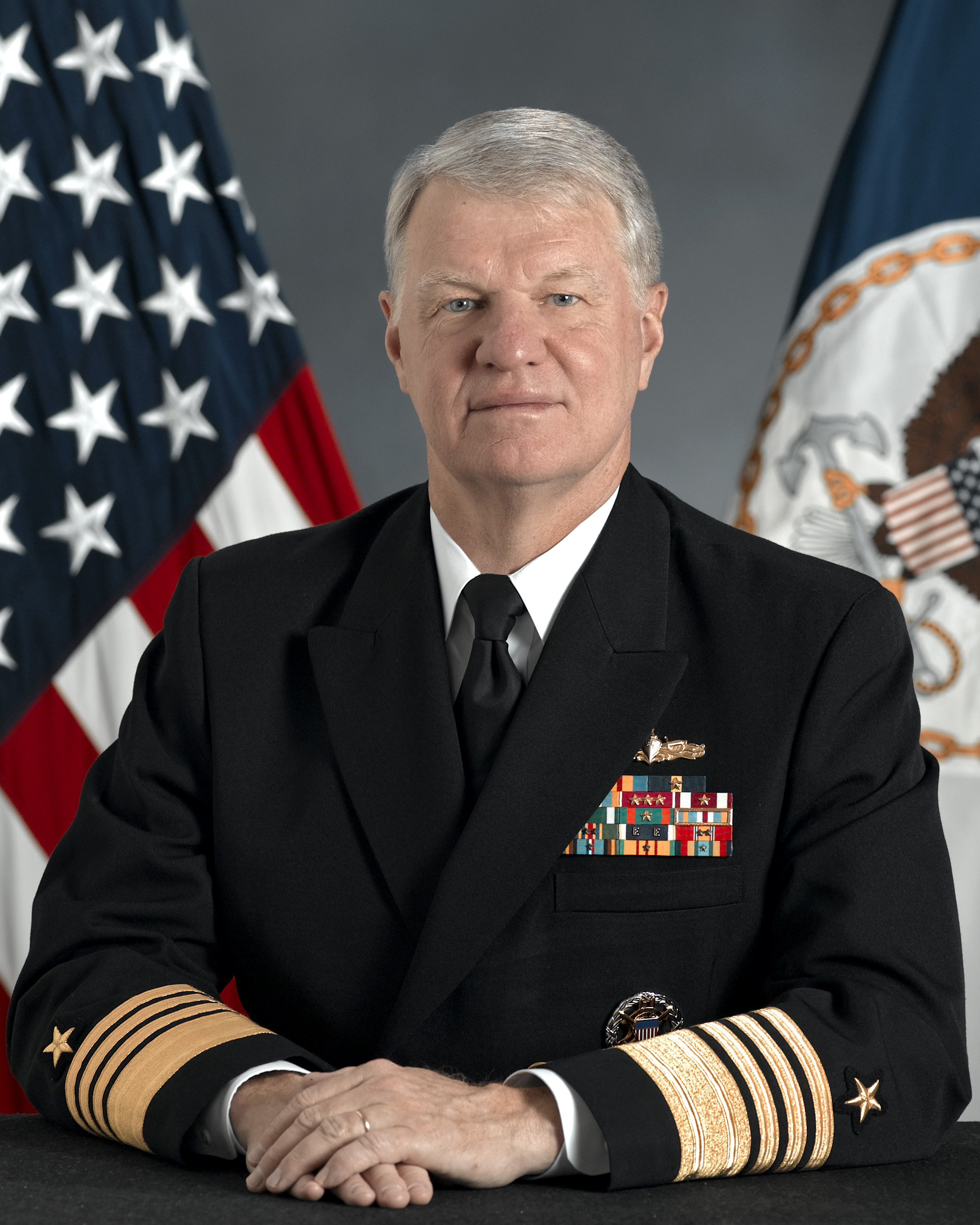
Gary Roughead

Gary Roughead (* 15. Juli 1951) ist ein Admiral der US Navy und diente von September 2007 bis September 2011 als 29. Chief of Naval Operations.

## Militärische Laufbahn
Roughead graduierte 1973 an der US Naval Academy in Annapolis, Maryland. Seine Laufbahn begann auf der Josephus Daniels, später diente er als Erster Offizier auf den Patrouillenbooten Douglas und Tacoma. Im Anschluss daran war er Chefingenieur beziehungsweise Erster Offizier auf zwei Zerstörern der Spruance-Klasse, erst auf der O´Bannon, dann auf der Spruance. Mit der Kommandoübernahme über die Barry und später über die Port Royal wurde er der erste Offizier, der beide Klassen von Aegis-Schiffen (Arleigh-Burke-Klasse und Ticonderoga-Klasse) kommandiert hatte.
Die erste Kampfgruppe, die Roughead kommandierte, war die Cruiser Destroyer Group Two, dann die Flugzeugträgerkampfgruppe um die George Washington.
An Land diente er in den Stäben des Commander, Naval Surface Force, US Atlantic Fleet, des Secretary of the Navy und des Kommandeurs des US Pacific Command und hatte das Kommando über die US Naval Academy inne. Zwischen 2005 und 2007 war Roughead Kommandeur der US-Pazifikflotte. Im Mai 2007 übernahm er dann das Kommando des US Fleet Forces Command.
Am 29. September 2007 übernahm Roughead dann den Posten des Chief of Naval Operations von Michael G. Mullen. Die Nachfolge Rougheads auf dem Posten des Kommandeurs des US Fleet Forces Command übernahm Vice Admiral Jonathan W. Greenert. Nach vier Jahren als Chief of Naval Operations ging Roughead im September 2011 in den Ruhestand. Auch als CNO beerbte ihn Greenert.

## Auszeichnungen
Auswahl der Dekorationen, sortiert in Anlehnung der Order of Precedence of Military Awards:
- Defense Distinguished Service Medal
- Navy Distinguished Service Medal (2 ×)
- Army Distinguished Service Medal
- Defense Superior Service Medal
- Legion of Merit (4 ×)
- Meritorious Service Medal (2 ×)
- Navy & Marine Corps Commendation Medal
- Navy & Marine Corps Achievement Medal (2 ×)
- National Defense Service Medal (3 ×)
- Vietnam Service Medal (2 ×)